# ケープカナベラル宇宙軍施設
ケープカナベラル宇宙軍施設（ケープカナベラルうちゅうぐんしせつ、英: Cape Canaveral Space Force Station、略称：CCSFS）は、アメリカ合衆国フロリダ州ケープカナベラルのメリット島にあるアメリカ宇宙軍の施設で、アメリカ国防総省の宇宙ロケット打ち上げ基地である。ケープカナベラル宇宙軍基地とも呼ばれる。2020年12月9日にアメリカ空軍から施設が移管され、名称がケープカナベラル空軍基地 (Cape Canaveral Air Force Station, CCAFS)から変更されている。
併設されているケネディ宇宙センター（英: John F. Kennedy Space Center、略称：KSC）とともに、アメリカ東部宇宙ミサイルセンターを構成する。ケネディ宇宙センターが有人ロケット（スペースシャトル）の打ち上げを担当するのに対し、ケープカナベラル空軍基地はアトラスやタイタン、デルタなど主に無人ロケットの打ち上げを担当している。
近隣のパトリック宇宙軍基地に司令部を持つ、第45宇宙航空団 (45th Space Wing) により運用されている。

## 歴史
1949年にハリー・S・トルーマン大統領が、当時ケープカナベラルにあったアメリカ海軍の航空基地に隣接して長距離ミサイルの発射実験用の統合長射程試験基地を設置したのに始まる。この地がロケットの射場に選ばれた理由には、アメリカ合衆国内でも赤道に近いために地球の自転速度が有効に利用できることや、自転速度を利用するために東に向かってロケットを打ち上げる場合に、東に大西洋が開けていることで切り離されたロケット部品の落下や事故による被害が小さくて済むこと、などが挙げられる。その後、基地は空軍に移管され、1951年にはアメリカ空軍のミサイル・テストセンターが設置されて、ケープカナベラル空軍基地となる。
最初のロケットの発射は1949年になされた。ソビエト連邦のスプートニク1号の成功の後、1957年12月にアメリカ最初の海軍の軌道衛星打ち上げロケットのヴァンガードが、実験されたが失敗した。1958年にNASAが設立され、ケープカナベラルが主要な発射基地になると、アメリカのミサイル発射実験や初期の弾道ロケットの打ち上げの多くはここで行われるようになった。
宇宙開発競争が活発になるとともに基地は拡張され、1960年代には大型ロケット打上げ施設のLC40やLC41が建設されると共に、隣接するケネディ宇宙センターも整備拡張された。なお、ジョン・F・ケネディ大統領の暗殺後に、ケープカナベラルの地名もケープケネディと改名されたが、地元住民がケープカナベラルの名を惜しんだこともあって、これは1973年にもとに戻された。現在は主に、NASAのほか、軍用の使い捨て型ロケットの発射場として使用されている。

## 逸話
この東部宇宙ミサイルセンターには飛行場はなく、あるのは発射路（Skid Strip）である。これは、水平方向に発射する巡航ミサイルの射出設備として建設されたものであるが、実際には飛行機の発着にも利用されている。

## 施設
施設
- 発射路（Skid Strip）

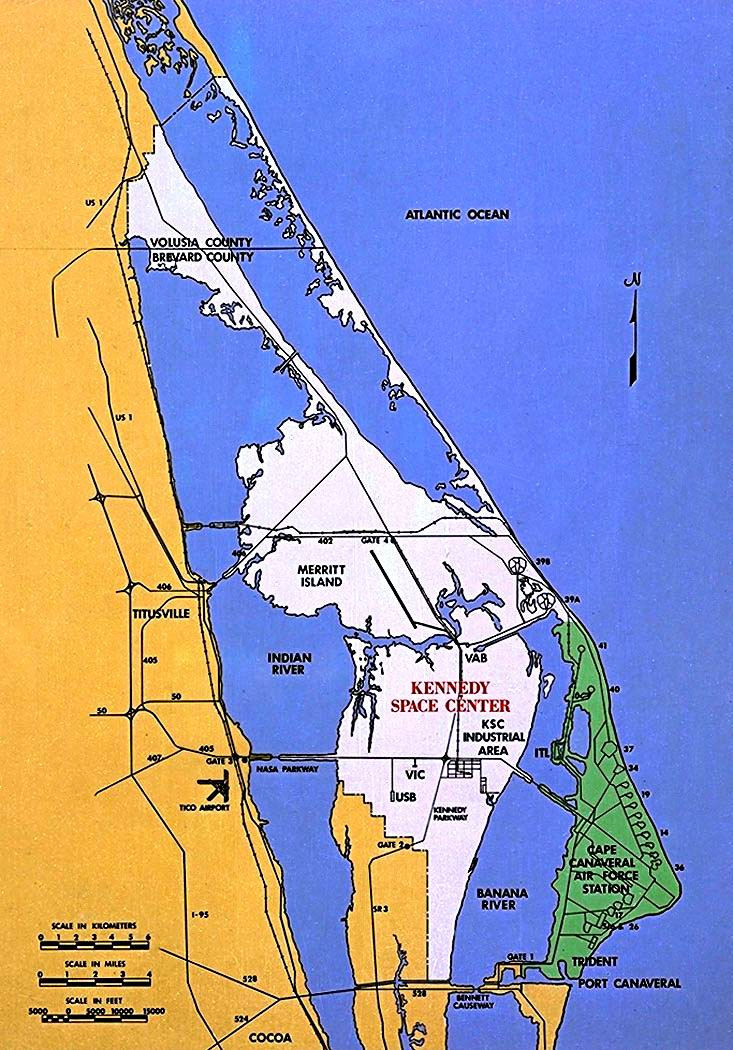
周辺の地図
白がケネディ宇宙センター(KSC)
緑がケープカナベラル宇宙軍施設(CCSFS)

- 格納庫（Hangar）- 発射路とバナナ川を渡る橋の間の場所
- 灯台（Cape Canaveral Lighthouse）
- en:Mercury Control Center
- 空軍宇宙・ミサイル博物館（旧 LC-26）

現役の発射施設
- ケープカナベラル宇宙軍施設第37発射施設（SLC-37）
- ケープカナベラル宇宙軍施設第40発射施設（SLC-40）
- ケープカナベラル宇宙軍施設第41発射施設（SLC-41）

ケネディ宇宙センターの発射施設
- ケネディ宇宙センター第39発射施設（LC-39A～C）